# Erasmus Ludwig Friedrich von der Groeben
Erasmus Ludwig Friedrich von der Groeben (* 7. Januar 1744 auf Löwenbruch; † 5. September 1799 in Sankt Petersburg) war ein preußischer Generalmajor und Gesandter in Sankt Petersburg.

## Leben

### Herkunft
Erasmus Ludwig Friedrich von der Groebens Eltern waren Ernst Ludwig von der Groeben (1703–1773) und dessen Ehefrau Maria Elisabeth, geborene von Redern (1718–1780), Tochter von Erasmus Wilhelm von Redern auf Schwante. Sein Vater war preußischer Präsident der kurmärkischen Kammer, Landrat des Kreises Teltow sowie Erbherr auf Löwenbruch und Wünsdorf. Sein Onkel Sigismund Ehrenreich von Redern war Hofmarschall von Sophie Dorothea von Hannover, der Mutter des preußischen Königs Friedrich II.

### Karriere
Groeben kam 1758 als Standartenjunker in das Regiment Gensdarmes und wurde dort am 22. Oktober 1758 Kornett. Während des folgenden Siebenjährigen Krieges kämpfte er bei Zorndorf, Kunersdorf und Torgau.
Am 17. September 1764 wurde er Leutnant und am 30. April 1776 Stabsrittmeister. Als solcher nahm er 1778/79 am Bayerischen Erbfolgekrieg teil. Am 30. Mai 1781 wurde er Rittmeister sowie Kompaniechef und avancierte bis 17. Januar 1795 zum Oberstleutnant. Am 6. Februar 1797 wurde er zum Regimentskommandeur ernannt. Wenig später folgte am 12. April 1797 seine Beförderung zum Generalmajor und Groeben trat die Nachfolge von Bogislav Friedrich Emanuel von Tauentzien als Gesandter am russischen Hof an. Er starb am 5. September 1799 in Sankt Petersburg.

### Familie
Er heiratete am 25. Juni 1798 in Berlin Luise Charlotte von Holle (* 22. November 1763; † 23. Juni 1856), eine Hofdame der Königinwitwe Elisabeth Christine. Die Ehe blieb kinderlos. Nach dem frühen Tod ihres Gatten heiratete die Witwe 1807 Gottlieb Ludwig von Beville (1734–1810).